# جون كويل وايت
جون كويل وايت (بالإنجليزية: John C. White)‏ هو سياسي أمريكي، ولد في 26 نوفمبر 1924 في الولايات المتحدة، وتوفي في 20 يناير 1995 في واشنطن العاصمة في الولايات المتحدة. حزبياً، نشط في الحزب الديمقراطي. وقد انتخب Texas Department of Agriculture ‏.